# Кожушкі-Кольонія
Кожушкі-Кольонія (пол. Kożuszki-Kolonia) — село в Польщі, у гміні Сохачев Сохачевського повіту Мазовецького воєводства.
Населення — 84 особи (2011).
У 1975-1998 роках село належало до Скерневицького воєводства.

## Демографія
Демографічна структура станом на 31 березня 2011 року:
|          | Загалом | Допрацездатний вік | Працездатний вік | Постпрацездатний вік |
| -------- | ------- | ------------------ | ---------------- | -------------------- |
| Чоловіки | 37      | 7                  | 26               | 4                    |
| Жінки    | 47      | 13                 | 22               | 12                   |
| Разом    | 84      | 20                 | 48               | 16                   |